# 王金籽
王金籽（1930年3月2日—1985年11月15日），山西省昔阳县王家山村人，中华人民共和国政治人物。

## 生平

### 早期生涯
1948年3月加入中国共产党，1952年4月参加工作。历任共青团昔阳县六区区委书记、团县委宣传部长，中共思乐、郭庄乡支部书记、刀把口公社、白羊峪公社书记，中共昔阳县委候补委员。1963年，因卷入昔阳县“十月事件”，而成为陈永贵支持者，他也被当地人称之为昔阳县“四大家族”（陈永贵、郭凤莲、王金籽、李喜慎）之一。

### 文化大革命期间
1965年5月后，历任中共原平县大营公社书记，中共原平县委常务委员、原平县革委会副主任。1972年10月，任中共昔阳县委常务委员、县委副书记，县革委会副主任，中共晋中地委常务委员，任内积极主张农业学大寨。

### 步入顶峰
1977年3月26日，任中共山西省委常务委员、省委书记，山西省革委会副主任。是山西省第五届人民代表大会代表和第五届全国人民代表大会代表。1978年2月，调黑龙江省工作，任中共黑龙江省委书记（杨易辰任第一书记），黑龙江省革委会副主任。
1981年1月，仍调回山西工作，任中共山西省晋东南地委农村工作部副部长。1985年9月，任山西省晋城市人民代表大会常委会副主任。1985年11月15日，因病于晋城逝世，终年55岁。